# Ганс-Гюнтер Брунс
Ганс-Гюнтер Брунс (нім. Hans-Günter Bruns, нар. 15 листопада 1954, Мюльгайм-на-Рурі) — німецький футболіст, що грав на позиції захисника. По завершенні ігрової кар'єри — тренер.
Виступав, зокрема, за клуб «Боруссія» (Менхенгладбах), а також національну збірну Німеччини.
Володар Кубка УЄФА. Володар Кубка Німеччини.

## Клубна кар'єра
У дорослому футболі дебютував 1973 року виступами за команду «Шальке 04», в якій провів три сезони, взявши участь у 20 матчах чемпіонату. 
Згодом з 1976 по 1980 рік грав у складі команд «Ваттеншайд 09», «Боруссія» (Менхенгладбах) та «Фортуна» (Дюссельдорф). Протягом цих років виборов титул володаря Кубка УЄФА, ставав володарем Кубка Німеччини.
У 1980 році повернувся до клубу «Боруссія» (Менхенгладбах), за який відіграв 10 сезонів. Більшість часу, проведеного у складі «Боруссії», був основним гравцем захисту команди. Завершив професійну кар'єру футболіста виступами за команду «Боруссія» (Менхенгладбах) у 1990 році.

## Виступи за збірну
У 1984 році дебютував в офіційних матчах у складі національної збірної Німеччини.
У складі збірної був учасником чемпіонату Європи 1984 року у Франції.
Загалом протягом кар'єри в національній команді, яка тривала 1 рік, провів у її формі 4 матчі.

## Кар'єра тренера
Розпочав тренерську кар'єру, повернувшись до футболу після тривалої перерви, 2006 року, очоливши тренерський штаб клубу «Рот Вайс» (Обергаузен). Пізніше був тренероа цієї ж команди з 2010 по 2011 рік.

## Титули і досягнення
- Володар Кубка УЄФА (1):

«Боруссія» (Менхенгладбах): 1978-1979
- Володар Кубка Німеччини (1):

«Фортуна» (Дюссельдорф): 1979-1980